# Giuseppe Bartolomeo Chiari

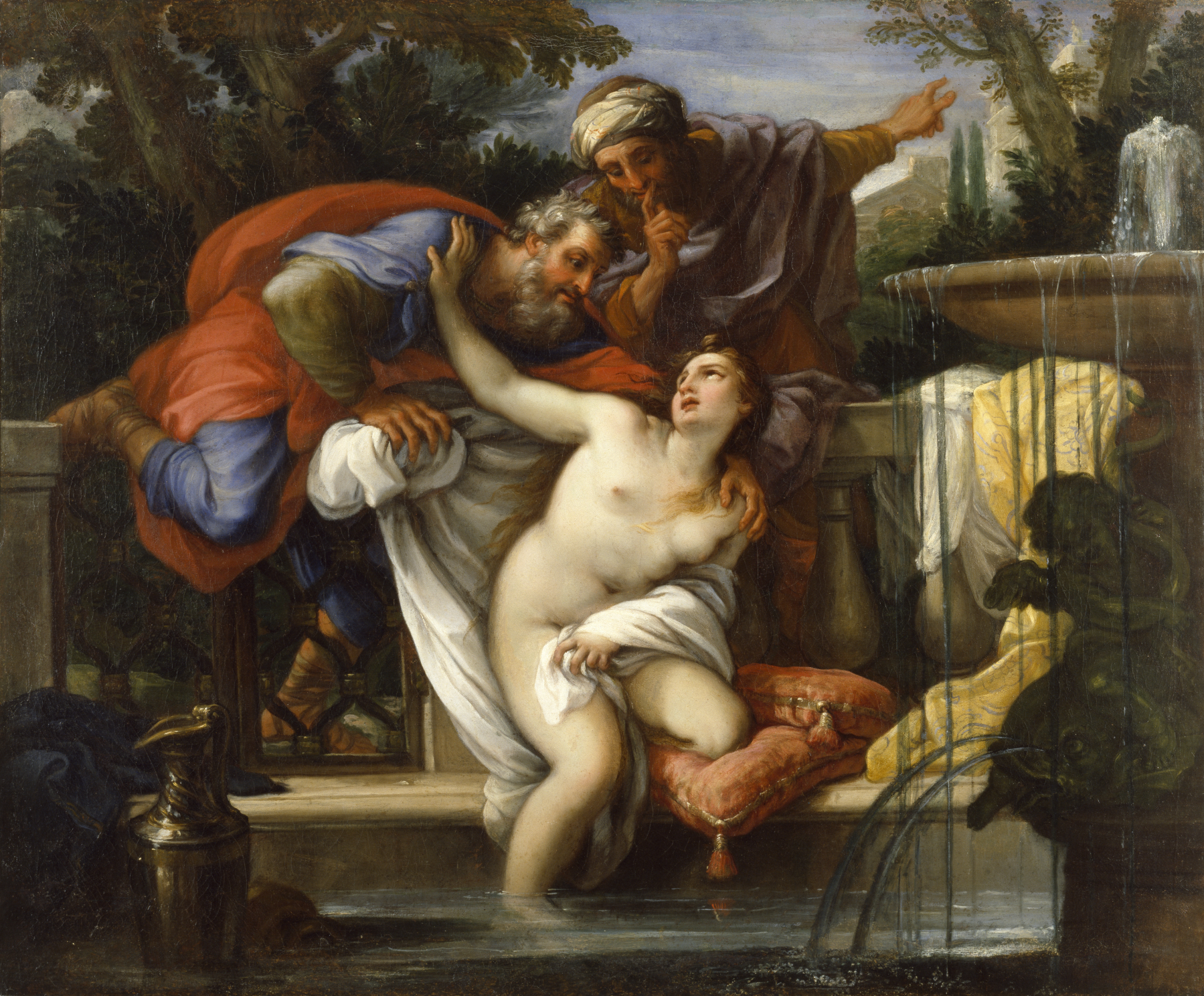
Susanna e os Anciãos

Giuseppe Bartolomeo Chiari (10 de março de 1654 - 8 de setembro de 1727), também conhecido simplesmente como Giuseppe Chiari, foi um pintor italiano do período barroco tardio, ativo principalmente em Roma.

## Biografia
Nascido em Roma, foi um dos principais assistentes, juntamente com Giuseppe Passeri e Andrea Procaccini,no estúdio do ancião Carlo Maratta.O pai opôs-se à sua carreira, ao contrário da mãe, por recomendação de um pintor chamado Carlo Antonio Gagliani.
Aos 22 anos, pintou com afrescos as lunetas laterais ( Nascimento da Virgem e Adoração dos Magos ) da capela Marchionni na igreja de Santa Maria del Suffragio . Também pintou o teto de uma capela em Santa Maria em Cosmedin. Realizou os afrescos das salas no Palazzo Barberini com esboços alegóricos de Bellori de Aurora leading Apollo and chariot with time and seasons com extenso entrelaçamento de símbolos heráldicos, incluindo abelhas (símbolo de Barberini ); águia de duas cabeças pousando no globo com listras azuis e brancas (símbolo da família de Vittorio Ottoboni ; chaves cruzadas sob o baldaquino (símbolo do Papa Alexandre VIII); um velo de ouro (símbolo do prémio dado a Taddeo Barberini ; uma coluna (símbolo da família Colonna); sol e louros (símbolos de Urbano VIII) e poste (símbolos da família Pignatelli).
Também pintou afrescos nos Palácios Colonna e Spada com cenas baseadas nas Metamorfoses de Ovídio. Pintou ainda afrescos na Villa di Marchese Torri, do lado de fora da Porta San Pancrazio, em colaboração com o paisagista Jan van Bloemen ; assim como na igreja de San Silvestro in Capite, com Madonna e o Menino com Santo Antônio realizando milagres e o Papa Estêvão I destruindo o templo de Marte com um raio (1696) a Santa Maria del Suffragio (onde completou o afresco de Niccolò Berrettoni ). Pintou a Santa Maria em Posterola,  Santa Maria di Loreto, San Salvatore in Lauro e uma Assunção para a Santa Maria del Montesanto . Para a Basílica de São Clemente, pintou um São Clemente em Glória para o papa Clemente XI . Preparou os desenhos para os mosaicos na nave lateral da Basílica de São Pedro e San Giovanni Laterano com o oval do Profeta Obdias ouvindo a trombeta do Dia do Juízo Final . Pintou uma Visão de São João na capela da Presentazione para o Duomo di Urbino .
Foi professor de William Kent, Paolo Anesi e Giovanni Andrea Lazzarini. O seu estúdio tornou-se muito frequentado por artistas franceses. Tornou-se diretor ou príncipe da Accademia di San Luca (1723-1725).

## Antologia parcial de obras em Roma

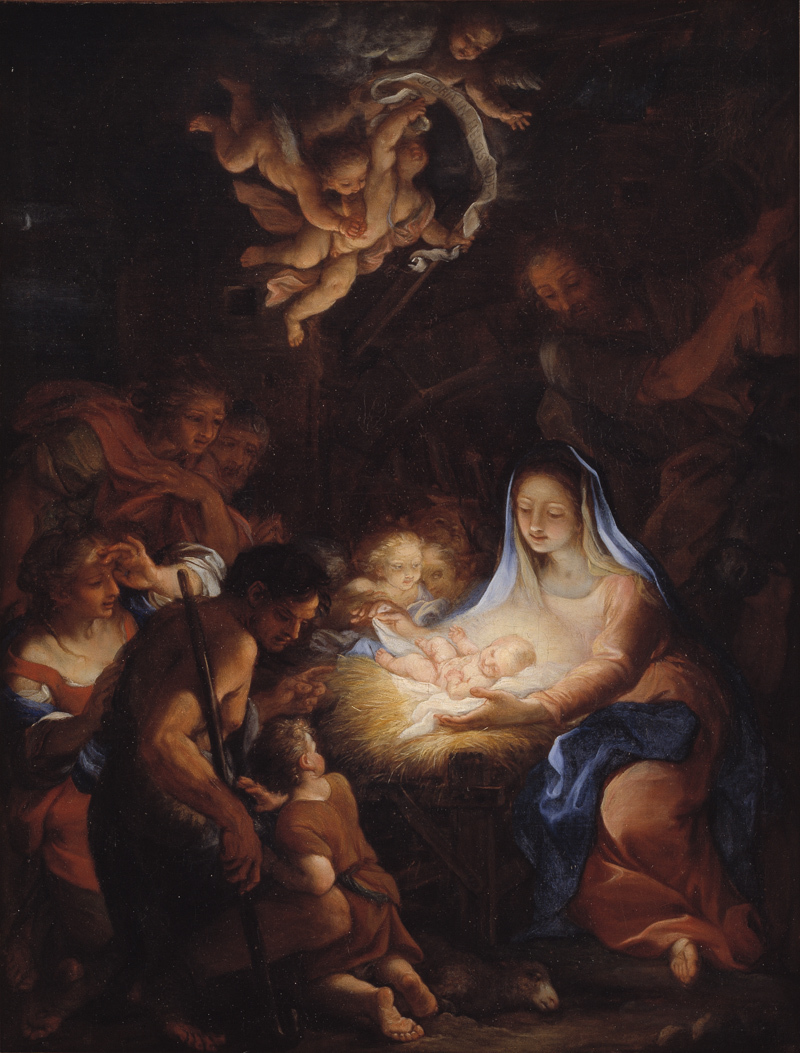
A Adoração dos Pastores

- Adoração dos Magos e Nascimento de Maria, 3ª capela à direita de Santa Maria del Suffragio .
- Apoteose de Marcantonio II Colonna, afresco no teto da Sala delle Colonne Belliche do Palazzo Colonna .
- Carruagem Solar, Galleria Nazionale d'Arte Antica.
- Decoração de teto em piano nobile do Palazzo De Carolis .
- Decoração de lunetas na 2ª capela à direita em Sant'Ignazio .
- Judite e chefe de Holoferne e Alegorias do papado de Clemente XI', Museo di Roma no Palazzo Braschi .
- Glória da Virgem, afrescos do teto da 3ª capela à esquerda em Santa Maria del Montesanto .
- Glória dos Anjos, Capela dos Fundadores, Sant'Andrea al Quirinale .
- Glória de São Clemente, afrescos do teto da basílica superior de São Clemente .
- Baco e Ariadne, Palazzo Spada .
- Madonna, criança, e Santos Antônio de Pádua e Stefano I. São Silvestro in Capité .
- Milagres de São Francisco di Paola, afrescos nas paredes e no teto da 2ª capela à direita de San Francesco di Paola
- Profeta Abdia, pintado em forma oval sobre a edícula da nave da Basílica di San Giovanni
- San Francesco cercado por Anjos, Santi Apostoli, Roma .
- Sagrada Família e jovem João Batista, Santa Maria alle Grazie delle Fornaci .
- Santos Pedro de Alcântara e Pasquale Baylon, São Francisco a Ripa .
- Tullia dirigindo a sua carruagem sobre seu pai